# Earl of Wiltshire
Earl of Wiltshire ist ein erblicher Adelstitel in der Peerage of England. Der Titel wurde mindestens sechsmal verliehen.

## Verleihungen
Der Titel wurde erstmals am 29. September 1397 für William le Scrope geschaffen. Er wurde 1399 wegen Hochverrats hingerichtet und der Titel verfiel.
In zweiter Verleihung wurde der Titel am 8. Juli 1449 für Sir James Butler geschaffen. Er erbte 1452 von seinem Vater auch den Titel 5. Earl of Ormonde (geschaffen 1328) in der Peerage of Ireland. Auch er wurde 1461 wegen Hochverrats hingerichtet und der Titel Earl of Wiltshire verfiel.
In dritter Verleihung wurde der Titel am 5. Januar 1470 für John Stafford geschaffen. Der Titel erlosch bei Tod seines Sohnes 1499.
In vierter Verleihung wurde der Titel am 27. Januar 1510 für Henry Stafford geschaffen. Der Titel erlosch bei seinem Tod 1523.
In fünfter Verleihung wurde der Titel am 8. Dezember 1529 für Thomas Boleyn, 1. Viscount Rochford geschaffen. Gleichzeitig wurde ihm der Titel Earl of Ormonde in der Peerage of Ireland verliehen. Die Titel erloschen bei seinem Tod 1539.
In sechster Verleihung wurde der Titel am 19. Januar 1550 für William Paulet, 1. Baron St. John geschaffen. Ihm war bereits am 9. März 1539 der Titel Baron St. John (of Basing) verliehen worden und am 11. Oktober 1551 wurde er zudem zum Marquess of Winchester erhoben. Das Earldom ist seither ein nachgeordneter Titel des Marquess. Der 6. bis 11. Earl war zudem Duke of Bolton. Aktueller Titelträger ist Nigel Paulet, 18. Marquess of Winchester. Der Heir Apparent des Marquess trägt den Höflichkeitstitel Earl of Wiltshire.

## Liste der Earls of Wiltshire

### Earls of Wiltshire, erste Verleihung (1397)
- William le Scrope, 1. Earl of Wiltshire (um 1350–1399)

### Earls of Wiltshire, zweite Verleihung (1449)
- James Butler, 5. Earl of Ormonde, 1. Earl of Wiltshire (1420–1461)

### Earls of Wiltshire, dritte Verleihung (1470)
- John Stafford, 1. Earl of Wiltshire († 1473)
- Edward Stafford, 2. Earl of Wiltshire (1469–1499)

### Earls of Wiltshire, vierte Verleihung (1510)
- Henry Stafford, 1. Earl of Wiltshire (1479–1523)

### Earls of Wiltshire, fünfte Verleihung (1529)
- Thomas Boleyn, 1. Earl of Wiltshire, 1. Earl of Ormonde (1477–1539)

### Earls of Wiltshire, sechste Verleihung (1550)
- William Paulet, 1. Marquess of Winchester, 1. Earl of Wiltshire (1483/85–1572) (1551 zum Marquess of Winchester erhoben)
- John Paulet, 2. Marquess of Winchester, 2. Earl of Wiltshire (1517–1576)
- William Paulet, 3. Marquess of Winchester, 3. Earl of Wiltshire (1535–1598)
- William Paulet, 4. Marquess of Winchester, 4. Earl of Wiltshire (1560–1628)
- John Paulet, 5. Marquess of Winchester, 5. Earl of Wiltshire (1598–1674)
- Charles Paulet, 1. Duke of Bolton, 6. Marquess of Winchester, 7. Earl of Wiltshire (1625–1699) (1689 zum Duke of Bolton erhoben)
- Charles Paulet, 2. Duke of Bolton, 7. Earl of Wiltshire (1661–1722)
- Charles Paulet, 3. Duke of Bolton, 8. Earl of Wiltshire (1685–1754)
- Harry Powlett, 4. Duke of Bolton, 9. Earl of Wiltshire (1691–1759)
- Charles Paulet, 5. Duke of Bolton, 10. Earl of Wiltshire (1718–1765)
- Harry Powlett, 6. Duke of Bolton, 11. Earl of Wiltshire (1720–1794) (Dukedom erloschen)
- George Paulet, 12. Marquess of Winchester, 12. Earl of Wiltshire (1722–1800)
- Charles Paulet, 13. Marquess of Winchester, 13. Earl of Wiltshire (1765–1843)
- John Paulet, 14. Marquess of Winchester, 14. Earl of Wiltshire (1801–1887)
- Augustus Paulet, 15. Marquess of Winchester, 15. Earl of Wiltshire (1858–1899)
- Henry Paulet, 16. Marquess of Winchester, 16. Earl of Wiltshire (1862–1962)
- Richard Paulet, 17. Marquess of Winchester, 17. Earl of Wiltshire (1905–1968)
- Nigel Paulet, 18. Marquess of Winchester, 18. Earl of Wiltshire (* 1941)

Titelerbe (Heir Apparent) ist der älteste Sohn des jetzigen Marquess, Christopher Paulet, Earl of Wiltshire (* 1969).